# 183e division d'infanterie (Empire allemand)
Pour les articles homonymes, voir 183e division d'infanterie.
La 183e division d'infanterie  est une unité de l'armée allemande, créée en 1915 qui participe à la Première Guerre mondiale. Après des combats en automne en Champagne, la division est engagée sur la Somme au mois de juillet, puis au mois d'octobre 1916. Au cours de l'année 1917, après une période de réorganisation, la division est successivement engagée sur le Chemin des Dames, dans les Flandres puis à Cambrai.
En 1918, la 183e division d'infanterie fait partie des divisions d'assaut lors de l'offensive Michael. Elle participe ensuite aux combats en Picardie du mois d'août 1918 où elle est durement éprouvée. La division est ensuite transférée vers les Flandres, au début du mois de septembre 1918 la division est dissoute les éléments la composant renforçant les divisions voisines.

## Dénomination
- mai 1915 : 183e brigade d'infanterie
- 16 juin 1916 : 183e division d'infanterie

## Première Guerre mondiale

### Composition

#### 1915 - 1916
- 183e brigade d'infanterie

183e régiment d'infanterie
184e régiment d'infanterie
122e régiment d'infanterie de réserve
- 183e bataillon d'artillerie de campagne
- 183e bataillon de pionniers

#### 1917 - 1918
- 33e brigade d'infanterie de réserve

184e régiment d'infanterie
418e régiment d'infanterie
440e régiment d'infanterie de réserve
- 4 escadrons du 10e régiment de hussards (de)
- 183e commandement d'artillerie divisionnaire

183e régiment d'artillerie de campagne (9 batteries)
- 183e bataillon de pionniers

### Historique

#### 1915
- juin - 30 juillet : occupation d'un secteur vers Missy-sur-Aisne. Engagée fin juin dans les combats autour de Quennevières.
- 30 juillet - 20 septembre : retrait du front, mouvement par V.F. en Lorraine et occupation d'un secteur dans la région de Bénestroff.
- 20 septembre - novembre : mouvement par V.F. en Champagne, occupation d'un secteur entre Prunay et Souain. Engagée à partir du 25 septembre dans la bataille de Champagne, la division subit des pertes importantes.
- novembre 1915 - janvier 1916 : retrait du front, transport par V.F. dans la région de Charleroi ; repos.

#### 1916
- janvier - février : mouvement dans la région de Machault ; repos.
- février - mai : mouvement vers le front, occupation d'un secteur le long de la route entre Souain et Sommepy.
- juin : retrait du front, transport par V.F. dans la région de Tournai ; repos.
- 2 - 24 juillet : mouvement au nord de la Somme dans le secteur de Pozières et Contalmaison, engagée dans la bataille de la Somme vers Bazentin[n 1].
- 25 juillet - 21 septembre : retrait du front, la division est réorganisée et occupe un secteur du front dans la région de Neuville-Saint-Vaast.
- 22 septembre - 21 octobre : retrait du front, mouvement vers la Somme. À nouveau engagée dans la bataille de la Somme vers Belloy-en-Santerre et Deniécourt, lors de ces combats la division est durement éprouvée.
- 22 octobre - 15 novembre : retrait du front, transport par V.F. en Lorraine, repos.
- 15 novembre 1916 - 15 février 1917 : mouvement vers le front, occupation d'un secteur vers les Côtes de Meuse entre Lamorville et Spada.

#### 1917
- 15 février - 5 avril : retrait du front, repos dans la région de Conflans-en-Jarnisy ; mouvement vers Anizy-le-Château, repos et réorganisation.
- 5 - 21 avril : mouvement vers le front, occupation d'un secteur vers Chavonne, Soupir et Braye-en-Laonnois. Engagée à partir du 16 avril dans la bataille du Chemin des Dames[n 2] combats défensifs autour du chemin des Dames.
- 22 avril - 11 mai : retrait du front, repos et reconstitution grâce à l'arrivée de 1 500 hommes de la classe 18[2].
- 11 mai - 24 juin : transport par V.F. en Alsace, occupation d'un secteur entre Aspach-le-Bas et le canal du Rhône au Rhin.
- 25 juin - 31 juillet : retrait du front repos dans la région de Colmar, puis transport par V.F. et repos vers Longuyon.
- 31 juillet - 15 août : transport par V.F. vers Roulers, puis repos et instruction à partir du 2 août.
- 15 - 20 août : engagée dans la bataille de Passchendaele dans le secteur de Saint-Julien au sud-ouest de Poelkapelle.
- 20 août - 9 septembre : retrait du front, repos dans la région de Cambrai.
- 9 septembre - 20 novembre : mouvement vers le front, occupation d'un secteur vers Vendhuile, Hargicourt.
- 20 - 30 novembre : mouvement au nord-est de Vendhuile, engagée dans la contre-attaque allemande de la bataille de Cambrai.
- 30 novembre 1917 - 2 février 1918 : en ligne, organisation et occupation d'un secteur du front dans la région de Vendhuile.

#### 1918
- 2 février - 20 mars : relevée par la 79e division de réserve (en)[2], repos ; à partir du 25 février, le secteur de Vendhuile est à nouveau occupée par la 183e division d'infanterie.
- 21 - 26 mars : engagée dans l'offensive Michael, attaque et progression par Épehy le 21 mars, par Manancourt le 23 mars et par Bazentin le 25 mars[2].
- 27 mars - 15 avril : retrait du front, repos et reconstitution dans la région de Contalmaison.
- 16 avril - 13 mai : mouvement vers le front, occupation d'un secteur au nord d'Albert. Le 13 mai, elle est relevée par la 243e division d'infanterie (en)[3].
- 14 - 23 mai: retrait du front. La division est de nouveau en ligne à partir du 19 mai dans le secteur de Ville-sur-Ancre, le 23 mai retrait du front.
- 24 mai - 21 juin : transport par V.F. en Lorraine ; repos.
- 22 juin - 15 juillet : mouvement vers le front, occupation d'un secteur vers Regniéville , la division est ensuite relevée par la 77e division de réserve (en)[3].
- 15 - 18 juillet : transport par V.F. de Thiaucourt, par Montmédy, Sedan, Charleville, Charleroi, Mons, Valenciennes pour atteindre Cambrai.
- 18 - 22 juillet : mouvement par étapes vers Ypres ; repos.
- 23 juillet - 24 août : mouvement vers le front, relève de la 26e division de réserve[3] dans le secteur d'Hébuterne. Engagée dans la bataille de Picardie avec de fortes pertes[n 3].
- 24 - 28 août : retrait du front, mouvement vers Cambrai ; repos.
- 28 août - 3 septembre : mouvement vers Douai, puis Lille pour atteindre Templemars.
- 3 - 10 septembre : relève de la 18e division de réserve[3] et occupation d'un secteur du front au nord du canal de La Bassée.
- 10 septembre : dissolution de la division, le 440e régiment d'infanterie de réserve est transféré à la 11e division d'infanterie, les deux autres régiments sont dissous et les hommes ventilés dans d'autres unités[3].

## Chefs de corps
| Grade                        | Nom                     | Date                             |
| ---------------------------- | ----------------------- | -------------------------------- |
| Generalmajor/Generalleutnant | Georg von Schüßler (de) | 16 juin 1916 - 16 septembre 1918 |